# Говорун, Николай Николаевич
Никола́й Никола́евич Говору́н (18 марта 1930, хутор Шевченко, Ворошиловградская область — 21 июля 1989, Дубна, Московская область) — советский математик, член-корреспондент АН СССР с 1972 года. Труды по вычислительной математике.

## Биография
Николай Николаевич Говорун родился 18 марта 1930 года на хуторе Шевченко, Ворошиловградская область (ныне — Адрианополь).
В 1953 году закончил физический факультет МГУ.
В течение двух лет он работал инженером-конструктором на заводе транспортного машиностроения в Харькове.
В 1955 году поступил в аспирантуру кафедры математики физического факультета МГУ, его научными руководителями были выдающиеся математики А. Н. Тихонов и А. А. Самарский. В 1961 он защитил кандидатскую диссертацию на тему «Интегральные уравнения теории антенн».
С 1958 года работал в Объединённом институте ядерных исследований (ОИЯИ) в Дубне.
В 1969 году в Дубне под его руководством был создан первый транслятор с Фортрана на БЭСМ-6.
С 1967 года был председателем математической секции Совета по автоматизации научных исследований при Президиуме АН СССР. В 1969 году защитил диссертацию на соискание учёной степени доктора физико-математических наук,
С 1972 года — член-корреспондент АН СССР.
В 1977—1988 годах был главным редактором журнала «Программирование».
В течение ряда лет читал курс лекций по вопросам математического обеспечения ЭВМ и системам обработки данных в МГУ.
Похоронен на Большеволжском кладбище в городе Дубна.
Жена — Раиса Говорун.

## Труды
- Программирование, 1991, № 3, с. 5-30.
- Николай Николаевич Говорун (1930—1989). Дубна, Объединённый институт ядерных исследований (Библиография научных работ Н. Н. Говоруна). 1990.
- Николай Николаевич Говорун. Книга воспоминаний. Под общей редакцией В. П. Ширикова, Е. М. Молчанова. Сост. А. Г. Заикина, Т. А. Стриж. Дубна, Объединённый институт ядерных исследований, 1999.